# Hanriot NC.530
Le Hanriot NC.530 est un prototype d'avion militaire de la Seconde Guerre mondiale, construit en France par la Société nationale des constructions aéronautiques du Centre (SNCAC) qui avait absorbé la société Hanriot lors des nationalisations de 1937.

## Conception
Le Hanriot NC.530 fut une tentative de créer un avion remplissant des fonctions de bombardement tactique et de reconnaissance. Le projet fut néanmoins stoppé lorsque le Potez 63.11 entra en service, celui-ci surpassant le Hanriot NC.530.